# Stora Mosstjärnen (Holmedals socken, Värmland)
Stora Mosstjärnen är en sjö i Årjängs kommun i Värmland och ingår i Göta älvs huvudavrinningsområde.